# Justus Heinrich Jenisch
Justus Heinrich Jenisch (* 3. August 1690; † 5. Oktober 1772 in Osterode am Harz) war ein deutscher lutherischer Theologe.

## Leben
Geboren als Sohn des Pastors Joachim Jenisch aus Markoldendorf studierte Jenisch evangelische Theologie und wurde 1727 Pastor in Wiershausen, 1733 Pastor secundarius an der St.-Aegidien-Kirche in Osterode, 1738 Pastor primarius ebenda.

## Werke
- Erörterung zwoer wichtiger Schriftstellen von denen merkwürdigen Zorngerichten über Sodom und Gomorra, wie auch Loths Weib. Hamburg 1760